# 退貨詐欺
退貨詐欺是一種利用退貨服務詐騙零售業者的行為，這種敲詐可以多種形式進行，像例如說敲詐者可能透過退還被偷的東西以保住金錢、偷取收據或發票紙以偽造退貨憑據，或者用他人的收據或發票等以退還從商店買來的物品等手段進行敲詐。濫用退服務是一種「友誼欺騙」，在其中買方購買他們不打算留著繼續用的商品；而退貨詐欺最廣為人知的手法，或許包括了「試用詐欺」（wardrobing）或所謂的「免費租用」，在其中敲詐者購買產品、使用產品，然後將之退還給商家。
在零售業，敲詐與濫用服務是一個相當顯著的問題，而在美國，敲詐與濫用服務每年導致零售業大約240億美元的損失；而所有的退貨中，大約有8%的退貨是退貨詐欺。
已知退貨詐欺跟偷竊會導致部分商家調漲商品價格；而一些商家更是推出了「沒有收據就不接受退貨」或設下退貨時間限制等政策以圖嚇阻退貨詐欺。

## 類型
以下是退貨詐欺的手段舉隅：
- 在一家店買某種商品、點數或其他東西，然後在另一家以較高價格出售同樣東西的商店退貨。
- 員工詐欺：透過員工的協力合作，將偷來的東西以原價退還。
- 購買某種產品、將之退還以圖在日後利用公司的開箱政策，以較低價格將之買回，這是轉移成本的一種變體。
- 買一個看起來像但價格不同的東西，然後將比較便宜的版本假裝成比較貴的版本退還。
- 轉移成本：在商品上貼上較高價格的標籤以圖在退貨時得到更多錢。
- 收據詐欺：使用回收、偷來的、變造或偽造的收據以圖透過退貨營利；另一種形式是在出售價格較高的商店中，拿以較低價商店或特價買來的商品退貨以圖賺取價差。[5]
- 將偷來的商品以含稅原價退貨。
- 買一個可用的商品，然後拿已擁有但壞掉或不能用的商品退貨。
- 買一個可用的電子產品，然後刻意把這產品「變磚」，也就是搞到不能用，然後將之退還以獲取利益。

退貨守則在歷史上是用以防範敲詐與濫用服務的手段；然而一個挑戰是，過度嚴格或不一致執行的守則，反會嚇跑忠實的客戶並影響銷售；此外，現在也有諸如能辨別敲詐行為並幫助業者決定退貨是否可行的軟體等自動化的解決方案。

## 試用詐欺
試用詐欺指的是短期購買一個東西並意圖退貨的行為，業界將此行為定性為詐欺。試用詐欺是買了一個東西，但其意圖是盡快將之退貨以換取退款的行為。這種手段最常見於昂貴衣服之上，也因此英語中將此種行為稱為「wardrobing」；然而，像是工具、電子產品跟電腦等的銷售也常受此手段所害。為了阻止此類詐欺，一些商店規定說諸如結婚禮服或者耶誕裝飾等商品是不可退還的；此外，一些人將試用詐欺給定性為店舖盜竊。

## 外部連結
- National Retail Federation （页面存档备份，存于）
- Loss Prevention Research Council （页面存档备份，存于）
- Dr. Mark Rosenbaum and Dr. Ronald Kuntze The relationship between anomie and unethical retail disposition